# Krokus (hudební skupina)
Krokus je švýcarská rocková skupina. Vznikla v roce 1974 a během své existence se v ní vystřídalo více než třicet členů. Své první album skupina vydala v roce 1976 pod názvem Krokus. Do roku 2017 vydala celkem osmnáct studiových alb, několik z nich bylo ve Švýcarsku oceněno zlatou či platinovou deskou. Dvě alba dostala zlatou desku také ve Spojených státech amerických, kde se desky kapely v osmdesátých letech pravidelně umísťovaly v hitparádách. Podle informací z roku 2011 kapela prodala více než 13 milionů svých nahrávek.